# 白山长白山机场

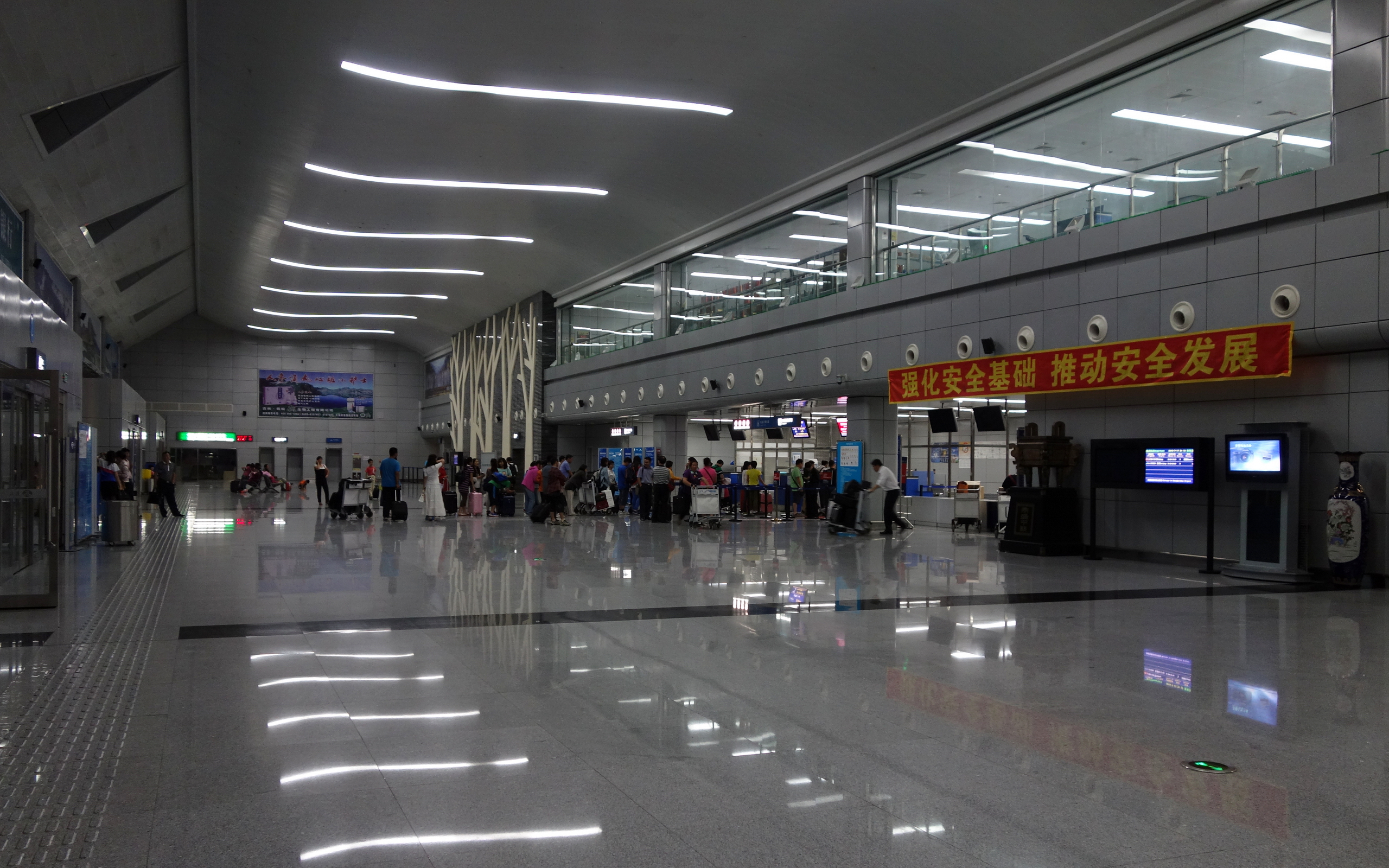
长白山机场出发以及到达共用大厅

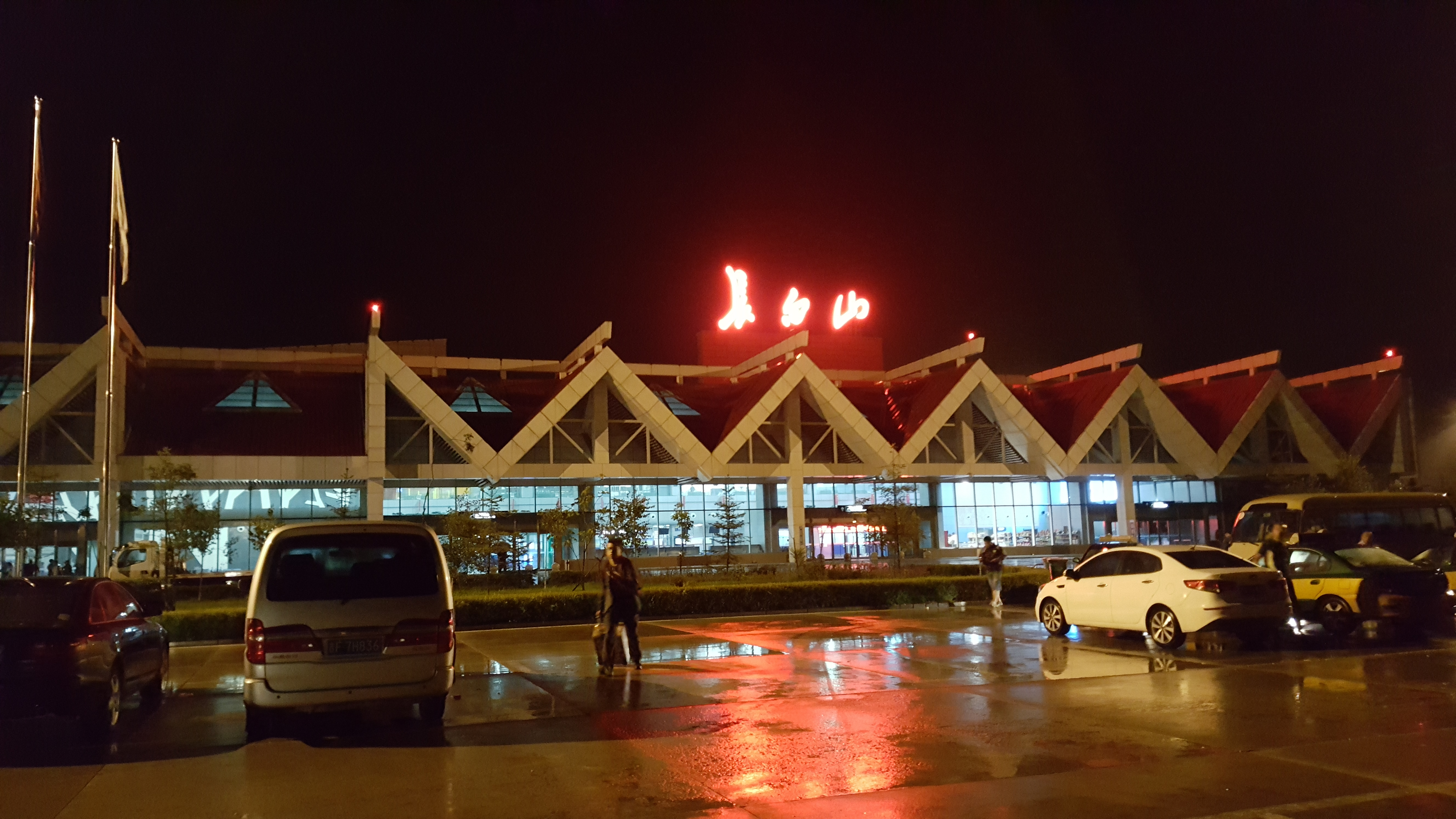
机场外景

白山长白山机场，是位于中国吉林省白山市抚松县松江河镇的一座支线旅游机场。

## 概况
长白山机场在林地中开辟建成，依托于长白山地区观光旅游，是中国大陆第一个森林旅游机场。机场临近长白山保护开发区池西区，场址北侧1.5公里是松江河镇至长白山西景区的公路，距长白山西景区的西坡山门公路距离18公里，距北景区（二道白河镇）北坡山门公路距离104公里，距南景区（长白县）南坡山门公路距离97公里。 长白山机场现有一条长宽为2600米×45米的跑道，飞行区等级为4C，可满足B737、A320等飞机的起降要求，站坪共6个机位，航站楼总面积8960平方米，拥有两座登机桥。
长白山机场于2006年7月10日开工建设，机场由国家民航局、吉林省政府、首都机场集团公司共同出资兴建。2008年8月3日上午，由长春飞来的CZ6511次航班抵达长白山机场，标志着长白山机场的正式通航。机场投入运营后，还陆续开通北京、上海、延吉、大连、沈阳等地往返长白山机场的航线。
长白山机场开通到西景区度假酒店的机场巴士。

## 通航航空公司及航点
2025年度夏秋航班计划（3月30日至10月25日），机场运营航线2条，通航城市3个。
| 航空公司       | 目的地                 |
| -------------- | ---------------------- |
| 春秋航空（9C） | 上海/浦东              |
| 华夏航空（G5） | 大连、天津（经停大连） |